# Kościół św. Ducha w Sokołowie Małopolskim
Kościół świętego Ducha – rzymskokatolicki kościół filialny należący do parafii św. Jana Chrzciciela w Sokołowie Małopolskim.
Świątynia została wzniesiona w latach 1869-1894 i poświęcona w 1898 roku. Jest to budowla murowana, otynkowana, jednonawowa, posiadająca prezbiterium zamknięte trójbocznie, węższe od nawy i nakryta dachami dwuspadowymi, pokrytymi blachą. Przy prezbiterium, z lewej i prawej strony,   są umieszczone zakrystia i składzik. Ściany wewnętrzne są podzielone pilastrami podtrzymującymi profilowany gzyms. Nawa, zakrystia i składzik są nakryte kapą czeską, natomiast prezbiterium jest nakryte sklepieniem kolebkowym z lunetami. Chór muzyczny jest podparty trzema arkadami. Fasada jest ozdobiona dwiema wieżami i zwieńczona w centralnej części schodkowym szczytem. Wieże posiadają trzy kondygnacje, akcentowane są w narożnikach pilastrami i rozczłonkowane gzymsami. Na każdej kondygnacji znajdują się otwory okienne o jednakowej wielkości, prostokątne, i zakończone półkolistym lub ostrym łukiem, posiadają proste opaski. Na osi głównej, w części centralnej, znajduje się otwór drzwiowy zwieńczony ostrym łukiem i umieszczony w profilowanym obramieniu. W nadprożu znajduje się schodkowy szczyt, a ponad nim trzy ostrołukowe wnęki i powyżej blenda w kształcie trójliścia. Drugi otwór wejściowy znajduje się na osi środkowej elewacji północnej.